# Komo
Komo è un dipartimento della provincia di Estuaire, in Gabon, che ha come capoluogo Kango.